# Degen Gusztáv
Degen Gusztáv, felsőhegyi (Pest, 1834. május 24. – Budapest, 1903. január 5.) jogakadémiai tanár, politikus, jogi író.

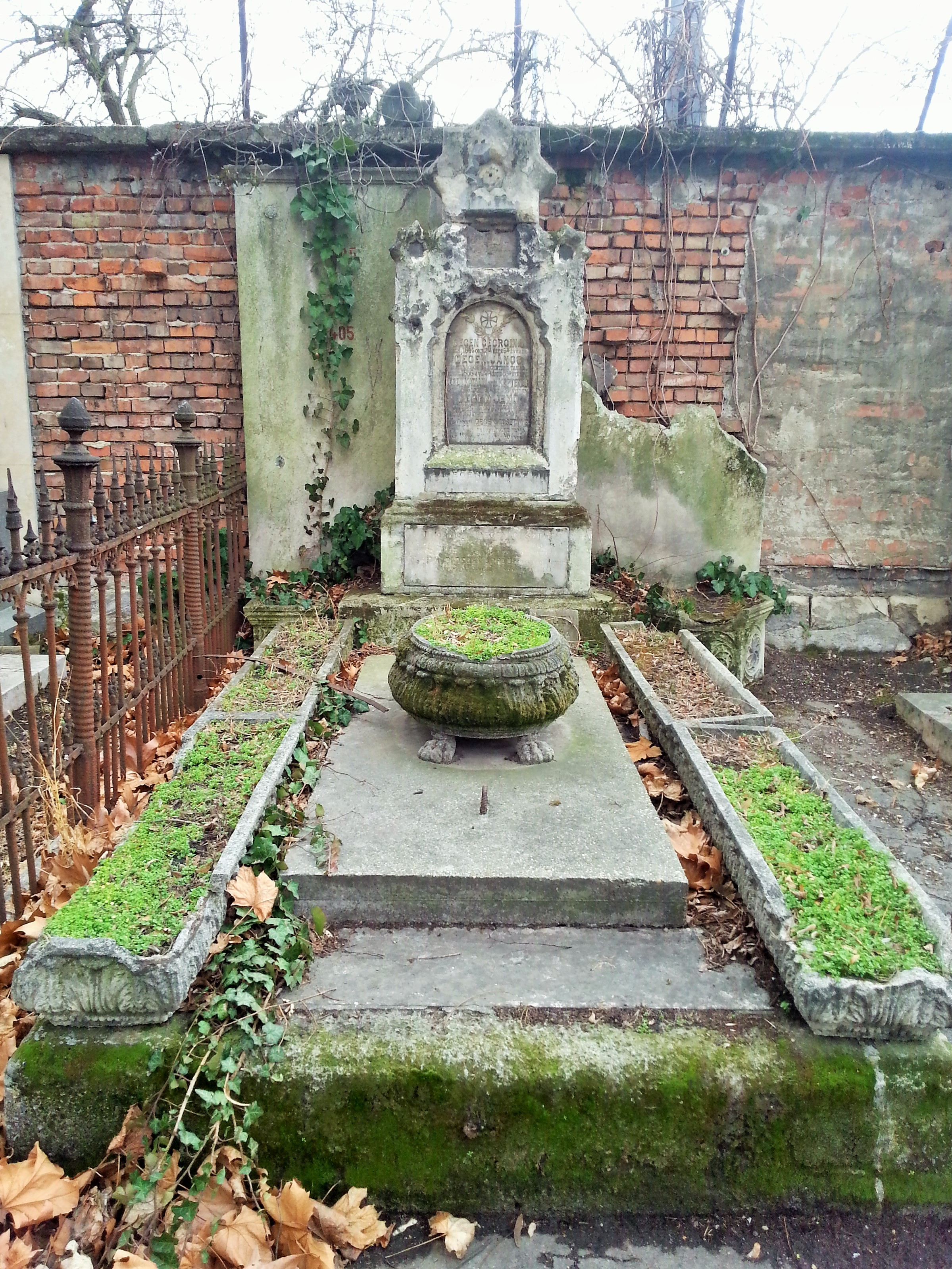
Sírja a Fiumei úti sírkertben

## Családja, tanulmányai
Apja Degen János volt. Testvérei Jenő és Titusz voltak. Fia a nemzetközi hírűvé vált Degen Árpád botanikus.
A pesti piaristák gimnáziumában végezte középiskolai tanulmányait; majd 15 évesen, 1849-ben a pesti tudományegyetemen bölcsészhallgató lett. 1851-ben a jogi karra ment át. 1854-től ösztöndíjjal a bécsi cs. kir. egyetemre került tanárjelöltnek és az ott töltött kétévi gyakorlat és letett jogtanári szigorlatai után, 1856-ban kapta meg diplomáját.

## Pályafutása
Tanársegédként és könyvtárosként a kassai jogakadémián a magyar és osztrák jogot, a pénzügyi jogot, a nemzetgazdaságtant és pénzügytant oktatta. Az akadémia 30.000 kötetből álló könyvtárát rendezte, katalogizálta. Ugyanakkor a kassai püspöki megye papnövendékeinek is tartott előadásokat öt évig a magyar és osztrák jogból, s a papi szeminárium könyvtárát ugyancsak rendezte. 1861-től Pozsonyba költözött, s az ottani jogi akadémián a váltó- és kereskedelmi jogot tanította, mint rendes tanár. A tantestület idősebb tanáraként megválasztották az alap- és államvizsgák elnökének, továbbá 1863-tól a jog- és államtudományi vizsgálatok bizottsági tagjául.
1884-ben, majd 1887-ben és 1891-ben országgyűlési képviselőnek választották meg szabadelvű párti programmal a Sopron vármegyei nagymartoni kerületben. Ezért a tanári pályáról lemondva Budapestre költözött és a Magyar Kereskedelmi és Iparbank Részvénytársaság igazgatója, a Magyar Vöröskereszt Egyesület országos meghatalmazottja, valamint a Tarca-völgyi Vasút alelnöke lett. Emellett itt is tagja volt a bírói és az államtudományi államvizsgálatoknak és az ügyvédi vizsgálatnak. 1897-ben tagja volt a függő államadósságokat vizsgáló bizottságnak.
A pozsonyi jogakadémiának 1884-ben tartott százéves jubileumán 3000 kötetből álló könyvtárát a jogakadémiának ajándékozta s a Jogászsegélyző Egyletnél alapítványt tett.
Az ún. szünidei gyermektelepek megszervezésével fővárosi gyermekek egészséges, vidéki nyaraltatását indította el.

## Egyesületi, testületi tagságai
- A Pozsonyi Második Takarékpénztárnak, a Pozsonyi Kereskedelmi Banknak, a Népkonyhának, a  Pozsonyi Fogyasztási Egyletnek, a  Pozsony Vármegyei Régészeti Egyesületnek, a vármegyei természettudományi, továbbá gazdasági egyesületeknek, a Pozsony városi Statisztikai Hivatalnak, a Jogászsegélyző Egyletnek, és más társulatoknak részben alapítója és elnöke, részben munkás tagja volt.
- A Magyar Természettudományi Társaság rendes tagja volt.

## Díjai, kitüntetései
- 1879. június 2-án felsőhegyi előnévvel nemességet nyert.
- 1881-ben cs. és kir. asztalnoki méltóságot nyert.
- 1889-ben a III. oszt. vaskorona lovagrendet kapta

## Művei
Szakcikkei magyar és német nyelvű folyóiratokban jelentek meg.
- A magyar váltójog. Pest, 1865.
- A magyar váltóeljárás. Pest, 1866.
- A közjegyzőség. (A tiszta jövedelem a Pozsony melletti blumenaui ütközetben elesett, és Pozsonyban a zergehegyen eltemetett harczosok síremlékének felállítására fordíttatik). Pest, 1866.
- Nemzetjogi vizsgálódás a semleges állam lobogójának jelentőségéről és a tengeri ostromzárlatról. In: Jogtudományi Közlöny, 1869. (4. évf.) 5. sz. 33-34. old.; 6. sz. 44-46. old.; 7. sz. 51-53. old.
- A váltó történelme a legrégibb időktől korunkig. Pest, 1870.